# Store sjö, Bohuslän
Store sjö är en sjö i Lilla Edets kommun i Bohuslän och ingår i Bäveåns huvudavrinningsområde.